# Radiant Entertainment
Radiant Entertainment, Inc. est une entreprise américaine de développement de jeux vidéo basée à Los Altos, en Californie. La société est fondée par deux frères jumeaux en 2011, Tom et Tony Cannon, avant d'être acquise par Riot Games en mars 2016.
Radiant publie Stonehearth (en), un city-builder, en juillet 2018 après trois ans d'accès anticipé. Le deuxième jeu du studio, Rising Thunder (en), est annulé pendant la phase alpha de son développement.

## Histoire
Radiant Entertainment a été fondée par les frères jumeaux Tom et Tony Cannon. Ils avaient précédemment lancé Evolution Championship Series (Evo), un tournoi d' e-sport pour les jeux de combat, et développé GGPO, une plateforme middleware de jeux de combat. Ils ont récemment été embauchés en tant qu'ingénieurs logiciels pour VMware, mais ont quitté leur emploi en 2011 pour développer des jeux vidéo à plein temps, fondant Radiant à Los Altos, en Californie,,. Le studio a lancé une campagne de financement participatif via Kickstarter pour Stonehearth, un jeu de construction de ville, en 2013, cherchant initialement à récolter 120 000 dollars américains. Le financement a pris fin un mois plus tard avec un total de 751 920 dollars américain promis par les bailleurs de fonds,. Stonehearth a été ouvert en accès anticipé en juin 2015 et publié en juillet 2018, bien que certains objectifs de développement de la campagne Kickstarter n'aient pas été atteints,. Lors d'une ronde de financement de démarrage en juin 2015, Radiant a levé 4,5 million de dollars américains des investisseurs Andreessen Horowitz, London Venture Partners et General Catalyst.
Le deuxième jeu de Radiant, Rising Thunder, a été annoncé en juillet 2015,. C'était un jeu de combat créé par Seth Killian, qui avait rejoint le studio après avoir quitté Santa Monica Studio. Une phase d'alpha a été ouverte à une poignée de joueurs à la fin du mois de juillet et au grand public en août,,. Le 8 mars 2016, Radiant a annoncé qu'il avait été acquis par Riot Games, le développeur de League of Legends, pour une somme non divulguée,,. Parallèlement à l'acquisition, Rising Thunder a été annulé et par conséquent fermé plus tard ce mois-là. L'équipe de développement derrière Rising Thunder a été réaffectée à un nouveau projet non-nommé. Une version freeware de Rising Thunder, surnommée «l'édition communautaire», est sortie en janvier 2018 avec des serveurs open source.
En août 2019, Tom Cannon a annoncé que Radiant développait un autre jeu de combat, révélé en octobre comme se déroulant dans l'univers de League of Legends et portant le nom de code « Projet L »,. Son nom officiel a été révélé en février 2024 comme étant 2XKO.

## Jeux développés
| An             | Titre                             | Plateforme (s)                                |
| -------------- | --------------------------------- | --------------------------------------------- |
| Annulé en 2016 | Rising Thunder                    | Microsoft Windows                             |
| 2018           | Rising Thunder: Community Edition | Microsoft Windows                             |
| 2018           | Stonehearth                       | macOS, Microsoft Windows                      |
| TBA            | 2XKO                              | PlayStation 5, Xbox Series, Microsoft Windows |